# سان کریستبال د لا لاگونا
سان کریستبال د لا لاگونا (به اسپانیایی: San Cristóbal de La Laguna) یک شهر در اسپانیا با جمعیت ۱۵۰٬۶۶۱ نفر است که در جزایر قناری واقع شده‌است.
سان کریستوبال د لا لاگونا در جزیره تنریف واقع شده است. این شهرستان است از سال ۱۹۹۹ به عنوان میراث جهانی یونسکو ثبت شده است. این شهرستان سکونت‌گاه اسقف کاتولیک محلی و اسقف کلیسای جامع سان کریستوبال د لا لاگونا تنریف است. همچنین این شهرستان محل قدیمی‌ترین دانشگاه در جزایر قناری، دانشگاه لا لاگونا است.